# Thlaspi praecox
Thlaspi praecox là một loài thực vật có hoa trong họ Cải. Loài này được Wulfen miêu tả khoa học đầu tiên năm 1788.